# Markus Fothen

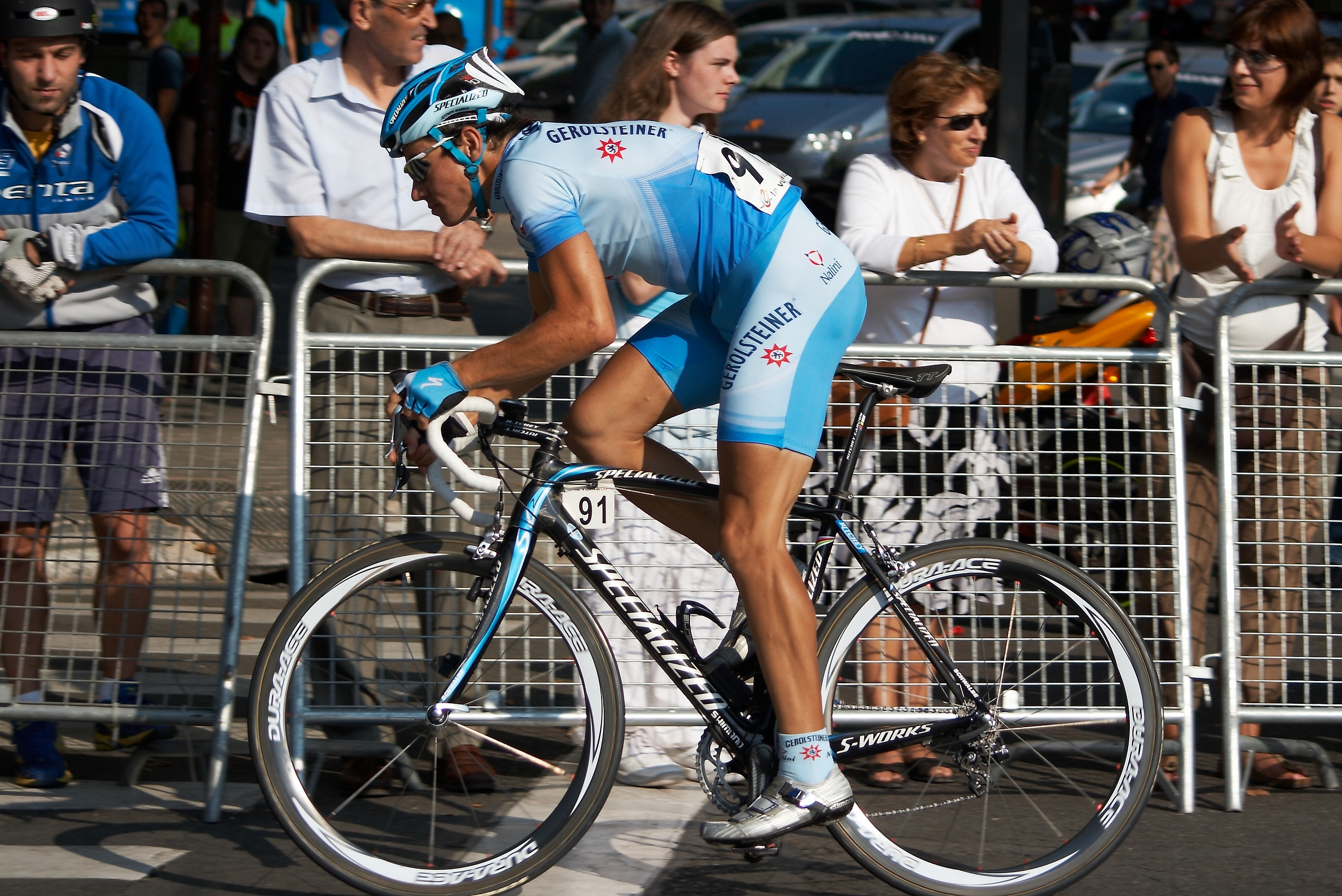
Markus Fothen na "Vuelta a España 2007".

Markus Fothen (Neuss, 9 de setembro de 1981) é um ciclista da Alemanha.